# Лоттштеттен
Лоттштеттен (нім. Lottstetten) — громада в Німеччині, знаходиться в землі Баден-Вюртемберг. Підпорядковується адміністративному округу Фрайбург. Входить до складу району Вальдсгут.
Площа — 13,39 км2. Населення становить 2308 ос. (станом на 31 грудня 2020).